# Bruneval Raid
Operatie Biting, ook wel Raid op Bruneval genoemd, was een in de nacht van 27 februari 1942 uitgevoerde Britse militaire actie te Bruneval (Frankrijk), met als doel om onderdelen van de Duitse Würzburg-radar over te brengen naar het Verenigd Koninkrijk. De Würzburg-radar werd toegepast bij het Duitse luchtafweergeschut tijdens de Tweede Wereldoorlog en het station bij Bruneval diende als Duitse waarschuwingseenheid om geallieerde schepen en vliegtuigen te volgen die de kust van West-Europa naderden.

## Achtergrond

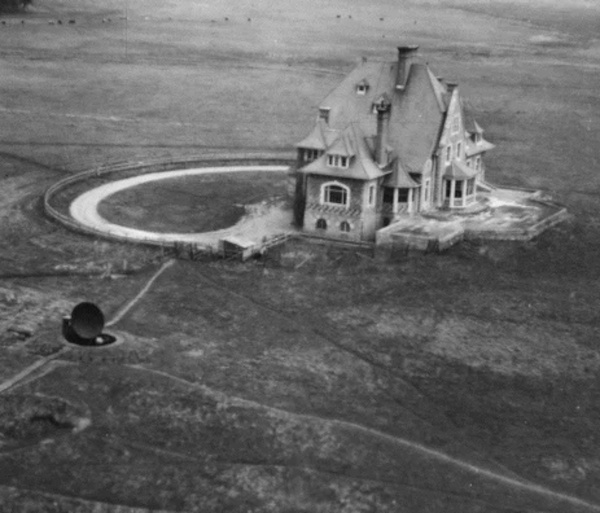
RAF fotoverkenning, de radarschotel in de voorgrond

Tijdens de Tweede Wereldoorlog werd door Britten en Duitsers om de technologische voorsprong gestreden. De Britten waren van plan maatregelen te treffen tegen de Duitse wetenschappers. Britse wetenschappers, onder leiding van R.V. Jones, begonnen een onderzoek naar de Duitse Würzburg-radar. Jones vroeg om verkenningsvluchten boven de Freya-radarsites omdat hij dacht dat de Würzburg-radars op dezelfde locatie stonden opgesteld.
Op 22 november 1941 nam een Spitfire foto's van een Freya-radarsite bij Bruneval, een Frans dorpje nabij Le Havre, waarop ongewone structuren te zien waren.
Op 5 december 1941 werd nog een verkenningsvlucht ondernomen door Flight Lieutenant Tony Hill, maar deze keer op lage hoogte, waarbij de ongewone structuren duidelijk te zien waren. R.V. Jones concludeerde dat de onbekende structuur de Würzburg-radar moest zijn. De radarschotel werd geschat op zo'n 3 meter diameter. De luchtfoto's wezen uit dat de Würzburg-radar was geplaatst in een kuil, ongeveer 50 meter van een alleenstaand huis richting de kliffen aan de kust. Bij daaropvolgende verkenningsvluchten boven andere locaties ontdekte men meerdere Würzburgs, waaronder een Würzburg-Riese (reuze-Würzburg).

## Voorbereiding
Op verzoek van R.V. Jones werd met steun van Winston Churchill een raid op de Bruneval-installatie aangevraagd bij de Chef van de Gezamenlijke Operaties, Louis Mountbatten. Deze nam de voorbereiding in handen en vroeg op 8 januari aan de parachutisten van de 1e Parachute Brigade, die nog in opleiding waren, om een compagnie te leveren. De Charlie-compagnie van het 2e bataljon, onder leiding van majoor John Dutton Frost, werd gekozen als de commando-eenheid die de aanval moest uitvoeren. Het 51e Squadron, onder bevel van Wing Commander P. Pickard, moest de manschappen droppen boven Bruneval.
Op 24 januari 1942 vertrok majoor Frost naar Tilshead, voor een eerste ontmoeting met commandant F.N. Cook van de Royal Australian Navy, die de evacuatie van Frost en zijn mannen moest verzorgen. Verder waren er 32 officieren en manschappen van de Royal Fusiliers en de South Wales Borderers aanwezig, die met de 6 evacuatieboten mee zouden gaan en de terugtocht van de Charlie-compagnie moest verzekeren. Een van de belangrijkste personen tijdens deze bijeenkomst was RAF radio-operator Flight-Sergeant C. Cox. Als radiodeskundige was het zijn taak de verschillende onderdelen van de Würzburg-installatie te ontmantelen.
Op 15 februari 1942 voltooide de C-compagnie zijn opleiding. Franse verzetsgroepen gaven over de Bruneval-installatie informatie door die de Britten zorgen baarde. Op de eerdere luchtfoto's had men geen wapens gezien die zwaarder leken dan een mitrailleur, maar de Duitsers hadden versterkingen aangebracht. Het Duits garnizoen had een sterkte van 30 man, waarvan vijf in het nabijgelegen huis sliepen en de rest in het dorp op ongeveer 500 m van het strand. De Duitsers waren tevens begonnen met de bouw van drie bunkers die slechts 200 meter van de Würzburg-radar lagen en onderling verbonden waren via loopgraven; de laatste nog in aanbouw. De prikkeldraadversperring rondom de verdedigingswerken was 1,8 m breed en er werden meerdere mitrailleurposten waargenomen.
Het doel van de Operatie Biting was om vitale onderdelen van de Würzburg-radar mee te nemen naar Engeland. De aanvallende strijdmacht werd in drie afdelingen gesplitst; Nelson, Drake, en Rodney. De eerste afdeling, onder leiding van luitenant Charteris, had de taak om een stuk strand te veroveren, te behouden, en gereed te maken voor de terugtocht van de overvalsgroep. Luitenant Ross, verbonden aan deze eenheid, moest een route vrijmaken door eventuele mijnenvelden die hij mocht aantreffen. De twee andere afdelingen hadden als taak om het radarcomplex aan te vallen, waarbij één zich zou richten op de Duitse verdedigers, en de andere zich zou concentreren op de ontmanteling en fotograferen van de vitale delen.

## Raid
De Britse marine wachtte op goede weersomstandigheden en vertrok op de middag van 27 februari 1942 met kanonneerboten naar Frankrijk. In de avond van 27 februari 1942 scheepten 120 manschappen van de 1e Parachute Brigade, 2e bataljon, C-compagnie onder leiding van majoor John Frost in in twaalf Whitley-bommenwerpers, die vertrokken vanaf het vliegveld van Thruxton. De parachutisten werden twee uur later gedropt boven de onder sneeuw bedekte velden van Bruneval. De commando-eenheid ondervond zware Duitse weerstand en moest improviseren om de operatie te laten slagen, maar kon uiteindelijk toch vitale Würzburg-componenten en twee gevangenen, waaronder een Duitse radio-operator, meenemen naar Engeland.

## Terugtocht
Ook bij de terugtocht ging niet alles zoals gepland. Tijdens de dropping was de groep van luitenant Charteris, die het strand had moeten vrijmaken, te ver afgedreven wegens hevig luchtafweervuur. Charteris en zijn groep kwam uiteindelijk toch ter plekke en om 02:15 was het strand vrij van Duitsers. Met 20 minuten vertraging (02:35) kwamen de zes marineschepen aan. Die waren ook in moeilijkheden gekomen omdat een aantal Duitse schepen en duikboten hen op een zeemijl afstand waren gepasseerd. De aftocht van de C-compagnie werd gedekt door de 12e commando-eenheid die zich in de zes marineschepen opstelden. Twee zeemijl uit de kust klommen de manschappen uit de landingsvaartuigen in de kanonneerboten en voeren richting Portsmouth. In de loop van de ochtend vlogen RAF-jachtvliegtuigen boven de kanonneerboten om de bemanning en de vracht te beschermen tegen Duitse wraakacties van de Luftwaffe.
Aan Britse zijde vielen twee doden. Zes Britten haalden niet op tijd de landingsvaartuigen en werden gevangengenomen, vier tijdens de overval en twee tijdens hun poging Zwitserland te bereiken. (Alle zes overleefden de oorlog.) Ook aan Duitse zijde vielen doden (vijf of zes). Twee Duitsers werden gevangengenomen, onder wie een radio-operator.

## Nabeschouwingen

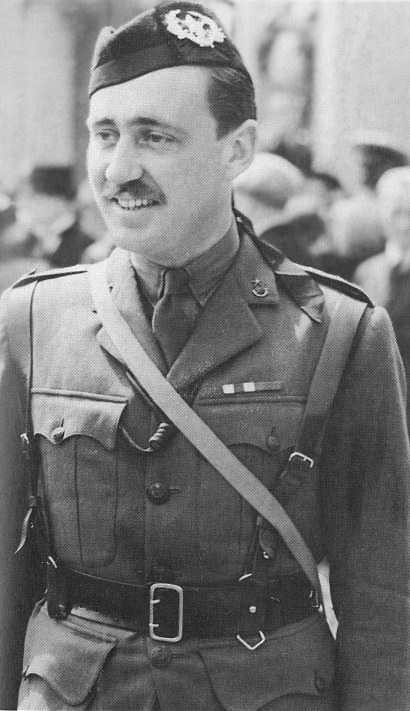
John Frost na uitreiking van de onderscheiding.

Na de Bruneval Raid concludeerden de Britse wetenschappers dat de Würzburg-radar slechts één enkele frequentie gebruikte en geen beveiligingsmechanisme tegen storingen bevatte. Het ontwerp was grondig. In tegenstelling tot de Britse modellen was het systeem modulair opgebouwd, wat het onderhoud en de opsporing van fouten makkelijker maakte en waardoor minder opleiding vereist was. De gevangengenomen radio-operator bevestigde deze stelling; hij was lager opgeleid dan zijn Britse tegenhanger.
Na de Britse overval moesten de Duitsers hun laatdunkende mening over het Britse leger danig herzien. Ze versterkten al hun radarsites. Deze versterkingen bewezen op 17 augustus 1942 hun diensten bij een gelijkwaardige Britse aanval om de componenten van een Freya-radar buit te maken (Raid op Dieppe).
Operatie Biting was de tweede actie van de Britse parachutisten-troepen, en verhoogde het moreel van de Britse publieke opinie in een moeilijke periode. De Britse regering begreep ook hoe kwetsbaar radarinstallaties aan de kust kunnen zijn voor vijandelijke commandotroepen. Dit leidde indirect tot de verhuizing van de RAF-ontwikkelingsafdeling voor radartoepassingen (TRE - Telecommunications Research Establishment) van Swanage naar Malvern nadat de Britse spionagediensten meldden dat er Duitse commando-eenheden in Cherbourg aankwamen.
Majoor John Frost kreeg een onderscheiding Military Cross voor zijn aandeel in de Bruneval Raid. Tijdens de uitreiking droeg John Frost nog steeds het uniform van het regiment Cameronians (Scottish Rifles), omdat het parachuteregiment op dat moment nog geen eigen uniformen had.
Frost werd later bekend als bataljonscommandant van de enige Britse eenheid die tijdens operatie Market Garden de Rijnbrug bij Arnhem bereikte.